# Won Jong-Hoon
Won Jong-Hoon (25 de junio de 1992) es un deportista surcoreano que compite en judo. Ganó una medalla de plata en el Campeonato Asiático de Judo de 2019 en la categoría de –100 kg.

## Palmarés internacional
| Campeonato Asiático | Campeonato Asiático | Campeonato Asiático | Campeonato Asiático |
| Año                 | Lugar               | Medalla             | Categoría           |
| ------------------- | ------------------- | ------------------- | ------------------- |
| 2019                | Fujairah (EAU)      | Medalla de plata    | –100 kg             |